# 格雷厄姆島 (努納武特)
77°25′N 90°30′W / 77.417°N 90.500°W

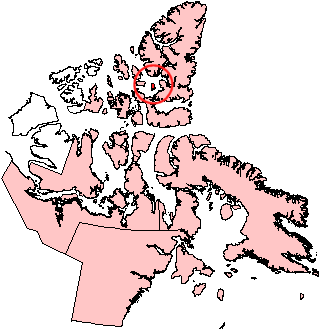

格雷厄姆島是加拿大的島嶼，位於挪威灣海域，屬於伊麗莎白女王群島的一部分，由努納武特的基吉柯塔魯克地區負責管轄，長50公里、寬35公里，面積1,378平方公里，島上無人居住。